# NJCT
NJCT（えぬじぇーしーてぃー）は、1999年にエレコから発売されたパチスロ機。

## 特徴
- BタイプのCT搭載機。「アステカ」の後継機としてデビュー。システムはほぼ同様。
- 「NJ」という忍者（？）を主人公に、くの一（メリッサ）、犬（マーガリン）など様々なキャラクターが登場する。
- 最初はCTの名称がないNJという機種がロケテストでおかれていたがバグが多く、NJのバグ取り版となっている（演出も大幅に変更）
- 筐体の鉢巻リールを演出に用いている。
- 確率等のスペックから見れば特に問題のない機種ではあるが、一番のネックとして演出をキャンセルすることができない。
- その後エレコは「デルソル2」をアステカの正統後継機として発売。
- 「NJCT」はその後、「ナイトジャスティス」としてリメイクされる。内部仕様は全くの別物。